# Золотуховка
Золотуховка (укр. Золотухівка) — село,
Медведевский сельский совет,
Кегичёвский район,
Харьковская область, Украина.
Код КОАТУУ — 6323182705. Население по переписи 2001 года составляет 43 (19/24 м/ж) человека.

## Географическое положение
Село Золотуховка находится на левом берегу реки Берестовая в балке Медвежья, выше по течению на расстоянии в 1 км расположено село Медведевка, ниже по течению на расстоянии в 1 км расположено село Власовка, на противоположном берегу расположено село Кофановка.
По селу протекает пересыхающий ручей с запрудой.

## История
- 1764 — дата основания.

## Экономика
- Молочно-товарная ферма.